# Thrypticomyia doddi
Thrypticomyia doddi là một loài ruồi trong họ Limoniidae. Chúng phân bố ở miền Australasia.